# József Bíró
József Bíró (* 13. Februar 1921 in Budapest, Königreich Ungarn; † 18. Mai 2001 ebenda) war ein ungarischer Politiker der Partei der Ungarischen Werktätigen MDP (Magyar Dolgozók Pártja) sowie schließlich der Ungarischen Sozialistischen Arbeiterpartei MSZMP (Magyar Szocialista Munkáspárt), der unter anderem zwischen 1963 und 1979 Außenhandelsminister war.

## Leben
Bíró, Sohn eines Mechanikers, absolvierte nach dem Schulbesuch zwischen 1934 und 1936 ebenfalls eine Berufsausbildung zum Mechaniker und war im Anschluss bis 1940 in diesem Beruf bei der Tuchfabrik Magyar Posztógyár beschäftigt, ehe er 1940 eine Anstellung als Schweißer bei der Budapester Nahverkehrsgesellschaft BKV Zrt. (Budapesti Közlekedési Zártkörűen Működő Részvénytársaság) fand. 1945 trat er als Mitglied der Kommunistischen Partei KMP (Kommunisták Magyarországi Pártja) bei. Nachdem er zwischen 1946 und 1948 eine Fachschule absolviert hatte, wurde er Ende 1948 Vorarbeiter bei der BKV Zrt.
Nach einer Fortbildung an der Staatlichen Fachhochschule für Technik (Állami Műszaki Főiskola) in Budapest wurde er 1949 Mitarbeiter des Außenhandelsministeriums und war dort zuerst in der Lohnbuchhaltung beschäftigt, ehe er Leiter der Technischen Abteilung wurde. Nachdem Bíró 1953 ein Studium im Fach Außenhandel an der Akademie für Wirtschaft und Technik (Gazdasági és Műszaki Akadémia) abgeschlossen hatte, wurde er stellvertretender Leiter der Import-Abteilung des Außenhandelsministeriums.
Im Anschluss übernahm er im Februar 1955 die Position als Generaldirektor des staatlichen Schwerindustriehandelsbetriebes NIKEX, ehe er 1957 Leiter der Handelsvertretung in London wurde. Nach seiner Rückkehr fungierte er zwischen 1960 und Februar 1962 zuerst als Parteisekretär der MSZMP im Außenhandelsministerium und war danach vom 10. Februar 1962 bis zum 7. Dezember 1963 Vize-Minister für Außenhandel. 
Am 7. Dezember 1963 wurde Bíró als Außenhandelsminister (Külkereskedelmi Miniszter) in die Regierung von Ministerpräsident János Kádár berufen und übte diese Funktion auch in den darauf folgenden Regierungen der Ministerpräsidenten Gyula Kállai, Jenő Fock und György Lázár aus. Am 30. März 1979 übernahm Péter Veress als sein Nachfolger das Amt des Außenhandelsministers im Kabinett Lázár.
Am 3. Dezember 1966 wurde Bíró, der 1966 auch seine Promotion zum Doktor der Rechte an der Universität Pécs abschloss, auf dem IX. Parteikongress zum Mitglied des Zentralkomitees (ZK) der MSZMP gewählt und gehörte diesem bis zum XII. Parteikongress am 27. März 1980 an. Nach seinem Ausscheiden aus Regierung und ZK wurde er am 8. Juni 1980 als Kandidat der MSZMP erstmals zum Abgeordneten des Parlaments (Országgyűlés) gewählt und vertrat in diesem bis zum 16. März 1990 den sechsten Wahlkreis des Komitat Győr-Moson-Sopron.